# Соколиковы
Соколиковы — фабриканты, развернувшие свою деятельность в Павловском Пасаде в 1812 году.

## История

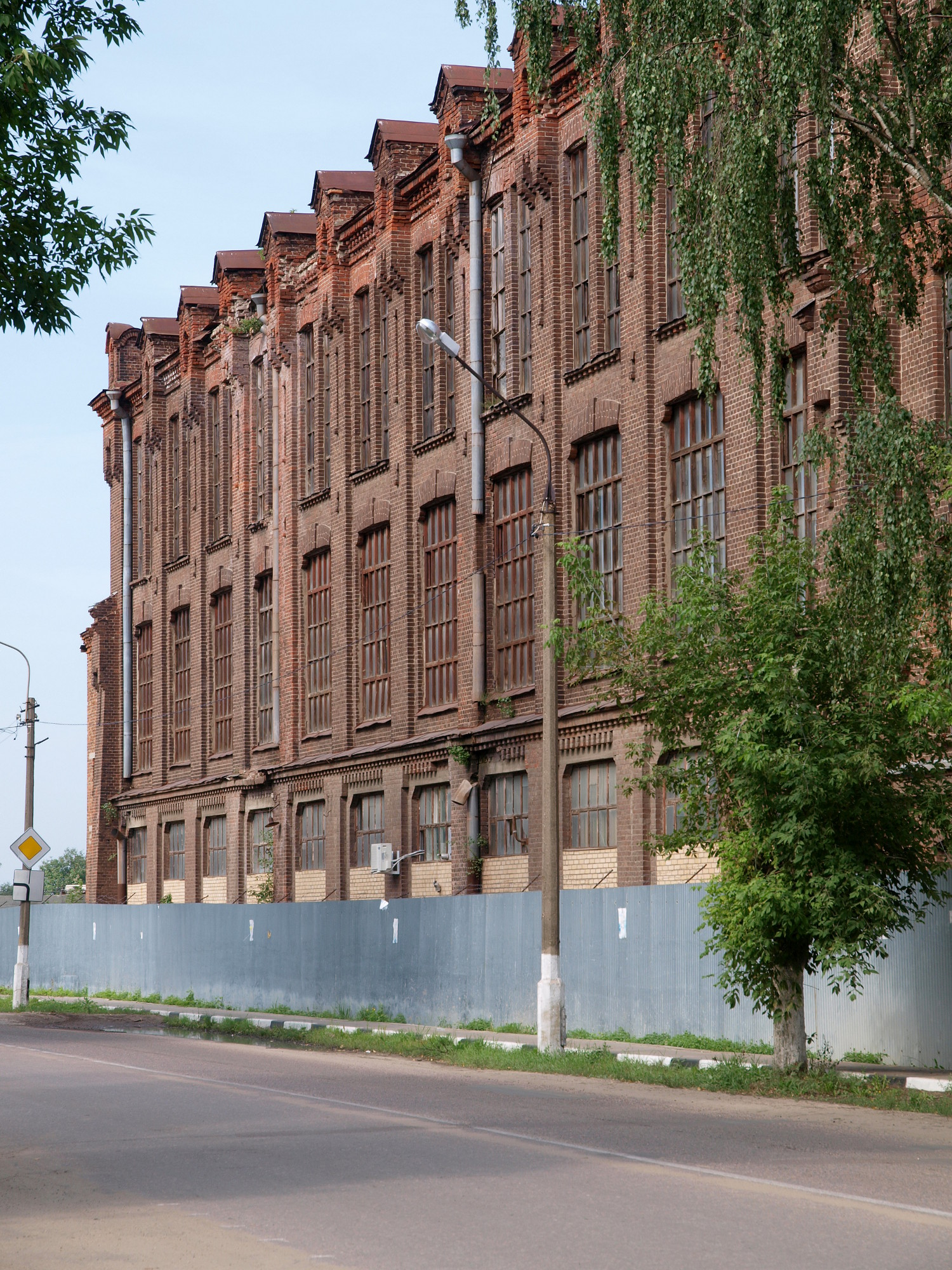
Здание фабрики

Первым известным носителем фамилии из этого рода называют московского купца Андрея Алексеевича Соколикова. В 1805 году он открыл небольшое ситценабивное производство в Москве. В 1812 году из-за нашествия французов, Соколиков был вынужден бежать из Москвы (он не мог надеяться на быстрое восстановление производства в столице) и направился в деревню Филимоново Доблинского стана Богородского уезда Московской губернии. Здесь Андрей Соколиков вновь решил заняться фабричным делом. Возможно, выбор деревни не был случайным потому, что крестьяне в соседних деревнях уже занимались шелкоткачеством и могли быть рабочей силой. У деревни Филимоново также было выгодное расположение — она располагалась неподалёку от торгового села Павлово и Владимирской дороги.

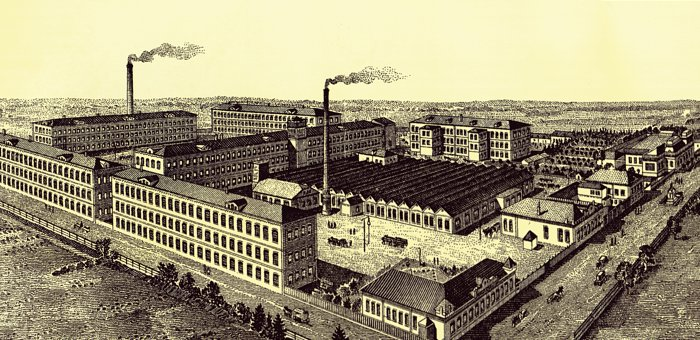
Фабрика Соколиковых

В конце 1812 года Андрей Соколиков и его сын Афанасий открыли в Филимоново раздаточную контору. Они покупали шелковую пряжу, а затем передавали ее надомным работникам. Родственники Соколикова работали в небольшой мастерской. После смерти Андрея Алексеевича Соколикова дело продолжил его сын Афанасий (1795—1892). Он расширил производство и теперь Соколиковы стали изготавливать еще и шёлковые платки и ткани.
У Афанасия Андреевича Соколикова было двое сыновей: Иван и Егор. Иван был богородским купцом 2-й гильдии.
Егор Афанасиевич и трое его сыновей унаследовали предприятие, которое уже было. Второй брат, Иван Афанасиевич, отделился в 1860 году, завел в Филимоново небольшую мануфактуру. В 1865 году Егор Афанасьевич и фабриканты Кудины учредили торговый дом «Е. А. Соколиков и товарищество мануфактур братьев Кудиных». В 1886 году у фабрики появляется собственная красильня. В 1888 году — аппретурный отдел, отдел по механической перемотке шелка. 1 января 1889 года Иван Афанасьевич Соколиков и его дети Василий Иванович и Фёдор Иванович учредили торговый дом «И., В. и Ф. Соколиковы».
Эта мануфактура в 1890 году была поделена между его сыновьями Василием Ивановичем и Федором Ивановичем. Фабрика Ивана Афанасьевича была расположена в 8 зданиях небольшого размера и насчитывала 40 человек рабочих. Предприятие Егора Соколикова и его трёх сыновей располагалось в двух зданиях, которые освещались керосиновыми лампами и отапливались печами. На фабрике занимались производством фуляровых полушёлковых и шёлковых головных женских платков. На фабрике Егора Соколикова работало 10-20 человек.

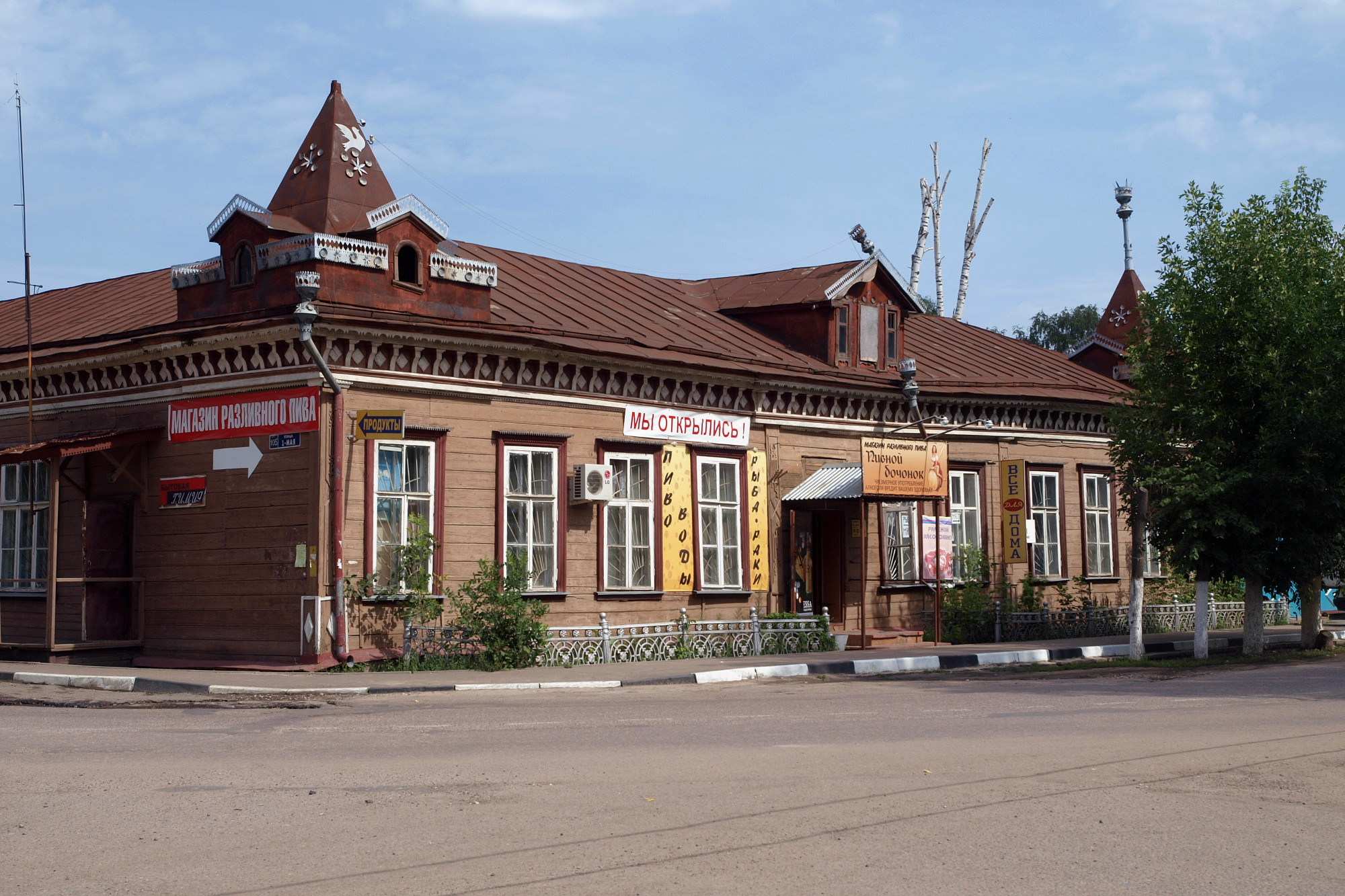
Фабрика Соколиковых

По состоянию на 1894 год фабрика Егора Соколикова была оборудована 115 ручными станками, при помощи которых вырабатывалось 71050 платков в год на сумму 66 тысяч рублей.
Егор Афанасьевич, чтобы избежать раздела фабрики между тремя сыновьями, создал торговый дом. Каждый наследник обладал долей в общем деле. Дела у братьев шли успешно: они закупали паровую машину и новые ткацкие станки. В 1913 году Александр Егорович Соколиков начал строить в Филимоново здание четырехлетней школы для детей рабочих фабрики и филимоновских крестьян. В это же время фабрикант занимался и строительством собственного особняка в Филимоново. Особняк Александра Егоровича Соколикова, как и фабрика, после революции были национализированы. А. Е. Соколиков устроился работать дворником на фабрику, которой когда-то владел.
Особняк был достроен в 1914 году, его можно увидеть на улице 1-мая микрорайона Филимоново Павловского Пасада. Во времена СССР в доме располагался детский сад.
Внутри дома сохранились деревянные потолки, домовые изразцовые печи и дубовые двери.

## Награды
- 1896 год — Серебряная медаль Всероссийской промышленной и художественной выставки в Нижнем Новгороде за высокое качество шёлковых платков (шёлкоткацкая фабрика Егора Афанасьевича Соколикова и продукция торгового дома братьев Василия и Фёдора Ивановичей Соколиковых);
- 1897 год — Серебряная медаль на выставке в Стокгольме (предприятие Егора Соколикова);
- 1900 год — золотая медаль Парижской выставки (предприятие Егора Соколикова);
- 1904 год — золотая медаль Венской выставки (предприятие Егора Соколикова);
- 1906 год — золотая медаль Лондонской выставки (предприятие Егора Соколикова)[2].